# Raikyū-ji

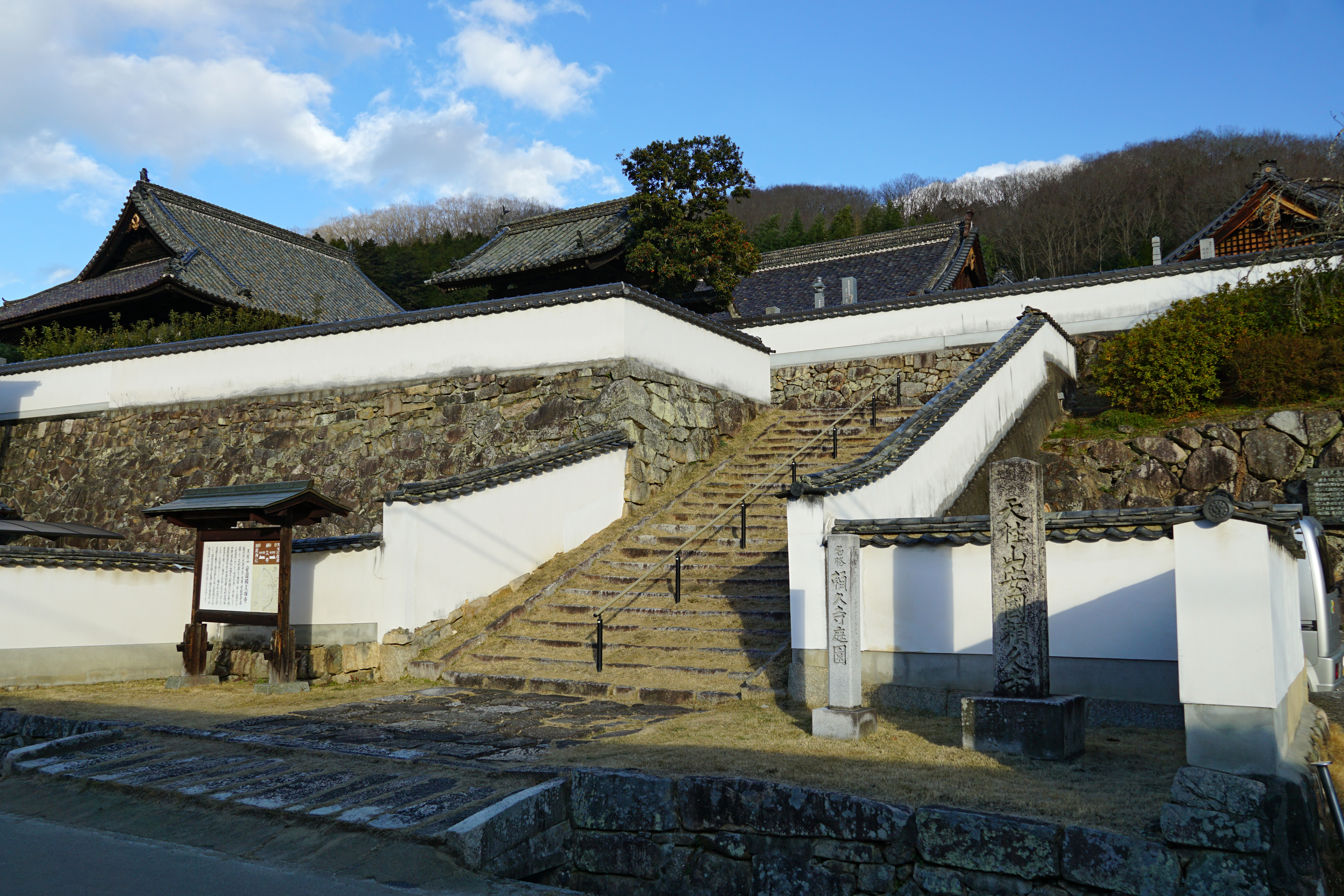
Vor dem Raikyū-ji

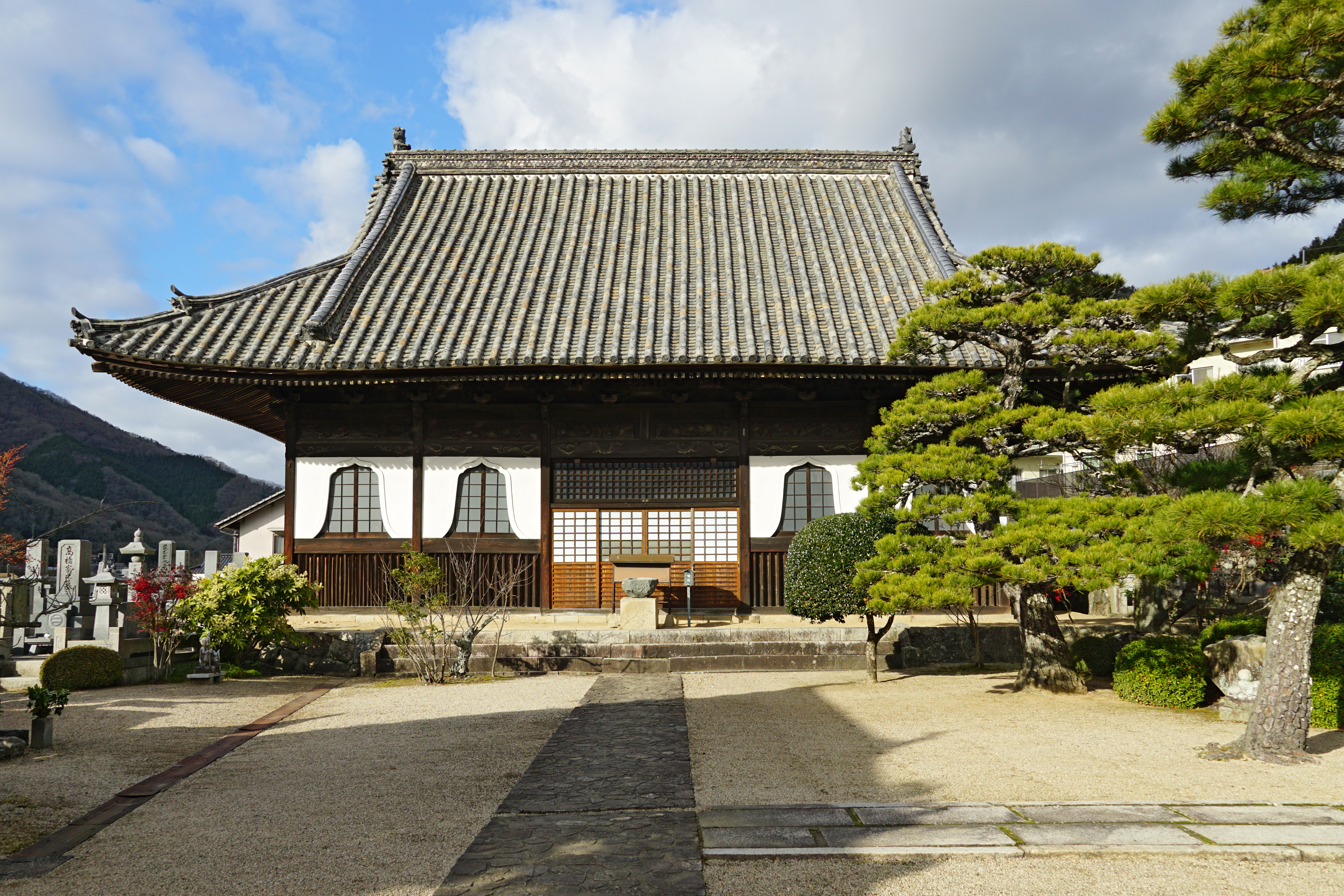
Main Hall

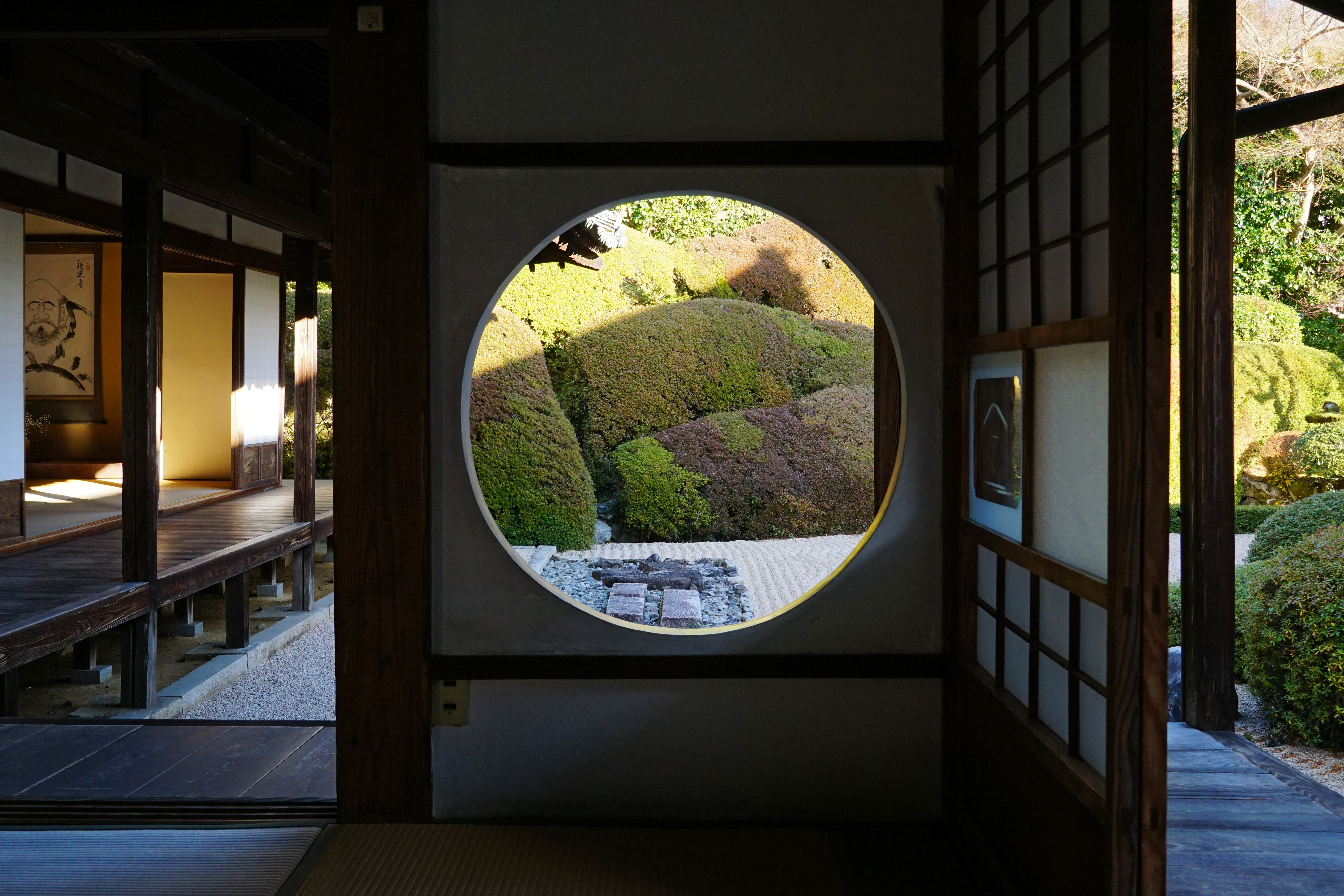
Interior

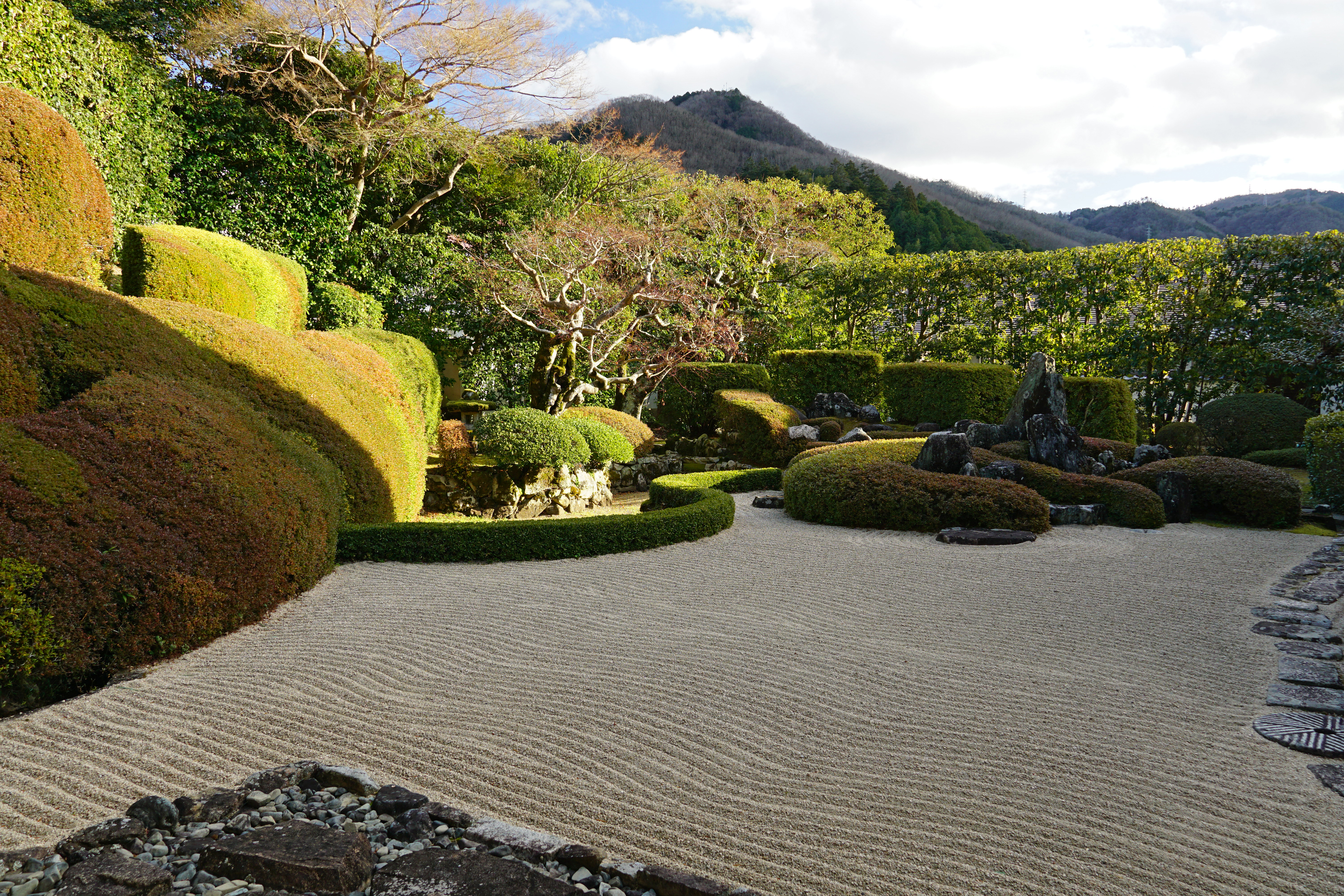
Der Garten des Tempels

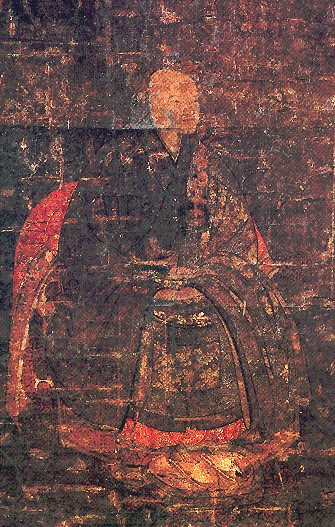
Jakushitsu Genkō

Der Raikyū-ji (japanisch 頼久寺), auch Tenchū-zan Ankoku Raikyū-ji (天柱山安国頼久) genannt, ist ein Tempel, der zum Eigen-ji-Zweig der Rinzai-Schule gehört. Er befindet sich in der Stadt Takahashi in der Präfektur Okayama in Japan. Er ist bekannt für seinen Japanischen Garten, der vom Staat das Prädikat „Besondere Sehenswürdigkeit“ (名勝, meishō) erhalten hat.

## Zum Tempel
Als Shōgun Ashikaga Takauji veranlasste, dass in allen Landesteilen Schutztempel (安国寺, Ankoku-ji) errichtet werden sollten, wurde der eigenen Überlieferung nach auch dieser Tempel im Jahr 1339 erbaut. Damit wäre er der Vorgängertempel des heutigen Ankoku-ji in der Provinz Bitchū. In der Eishō-Zeit (1504–1521) bewirkte der auf der nahen Burg Matsuyama residierende Fürst Ueno Yorihisa (上野頼久; † 1521), dass die Tempelanlage neu errichtet wurde. Sein Vorname, sinojapanisch „Raikyū“ gelesen, wurde so zum Namen des Tempels.

## Der Garten
Hier befand sich der vorläufige Wohnsitz des Kommissars für die Provinz Bitchū, Kobori Enshū, der den Garten ab 1605 angelegt haben soll. Er wird auch „Kranich-Schildkröten-Garten“ (鶴亀の庭, Tsuru-kame no niwa) genannt. Der ebene Garten ist im Zen-Stil als „Karesansui-Hōrai-teien“ (枯山水蓬莱庭園) angelegt, wobei er den nahen Berg Atago (愛宕山, Atago-san) als „geborgte Landschaft“ (借景, shakkei) integriert.
Im weißen Kies ist in der Mitte die „Kranichinsel“ angelegt, weiter gibt es auch eine „Schildkröteninsel“. Kranich und Schildkröte werden durch Steine symbolisiert, sie sind in diesem Garten von kurz geschnittenen Büschen eingefasst. Kurz geschnittene Azaleen-Büsche bilden „Blaue Meereswellen“ (青海波, seikaha).
Im Garten befindet sich eine Steinlaterne, für die im Jahr 1399 Mönch Sainen (西念) das Geld gesammelt hatte.

## Aus der Sammlung des Tempels
Unter den Tempelschätzen ist die aus der Kamakura-Zeit stammende Darstellung auf Seide von Shaka mit zwei Begleitern (絹本着色釈迦三尊像, Kenbon chakushoku Shaka sanzon-zō) als Wichtiges Kulturgut gelistet. Das Stück befindet sich im Nationalmuseum Nara. Eine Darstellung auf Seide des Abtes Jakushitsu Genkō (1290–1367; 絹本着色寂室元光頂相, Kenbon chakushoku Jakushitsu Genkō chinzō) ist als Kulturgut der Präfektur registriert und befindet sich im Geschichts- und Kunstmuseum der Stadt Takahashi (高梁市歴史美術博物館).